# الطلب (مسلسل)
الطلب (بالإنجليزية: The Order) هو مسلسل دراما رعب أمريكي من تأليف دينيس هيتون. تم عرض المسلسل لأول مرة على نتفليكس في 7 مارس 2019.

## القصة
يسعى طالب جامعيّ للانتقام من المتسبّبين في موت أمّه، فيتعهّد بالولاء لتنظيم سرّيّ ويعلق في حرب بين المذؤوبين وأصحاب السحر الأسود.

## روابط خارجية
- الطلب على موقع IMDb (الإنجليزية)
- الطلب على موقع روتن توميتوز (الإنجليزية)
- الطلب على موقع نتفليكس (الإنجليزية)
- الطلب على موقع فيلمافينيتي (الإسبانية)
- الطلب على موقع كينوبويسك (الروسية)
- الطلب على موقع ألو سيني (الفرنسية)
- الطلب على موقع قاعدة بيانات الفيلم (الإنجليزية)